# Ligbi (langue)
Pour les articles homonymes, voir Ligbi.
Le ligbi est une langue mandée parlée par les Ligbi (peuple) au Ghana mais aussi en Côte d’Ivoire.